# Coupe de Tunisie masculine de basket-ball 2022-2023
Navigation
Coupe de Tunisie 2021-2022 Coupe de Tunisie 2023-2024
La coupe de Tunisie 2022-2023 est la 67e édition de la coupe de Tunisie masculine de basket-ball, compétition à élimination directe mettant aux prises des clubs de basket-ball amateurs et professionnels affiliés à la Fédération tunisienne de basket-ball.

## Quarts de finale
Les résultats des quarts de finale sont les suivants :
| Date          | Équipe à domicile             | Équipe à l'extérieur         | Score |
| ------------- | ----------------------------- | ---------------------------- | ----- |
| 19 avril 2023 | Ezzahra Sports                | Dalia sportive de Grombalia  | 77-63 |
| 19 avril 2023 | Étoile sportive de Radès      | Étoile sportive du Sahel     | 74-68 |
| 19 avril 2023 | Jeunesse sportive d'El Menzah | Union sportive monastirienne | 75-80 |
| 19 avril 2023 | Basket Club Mahdia            | Club africain                | 57-75 |

## Demi-finales
Les résultats de demi-finales sont les suivants, :
| Date       | Équipe à domicile            | Équipe à l'extérieur     | Score |
| ---------- | ---------------------------- | ------------------------ | ----- |
| 8 mai 2023 | Ezzahra Sports               | Club africain            | 72-79 |
| 8 mai 2023 | Union sportive monastirienne | Étoile sportive de Radès | 80-70 |

## Finale
Le résultat de la finale est le suivant :
| Date        | Lieu  | Équipe à domicile            | Équipe à l'extérieur | Score |
| ----------- | ----- | ---------------------------- | -------------------- | ----- |
| 4 juin 2023 | Radès | Union sportive monastirienne | Club africain        | 60-51 |

### Statistiques
| Union sportive monastirienne | Union sportive monastirienne | Club africain     | Club africain  |
| ---------------------------- | ---------------------------- | ----------------- | -------------- |
| Joueurs                      | Points marqués               | Joueurs           | Points marqués |
| Oussama Marnaoui             | 13,0                         | Naim Dhifallah    | 14,0           |
| Firas Lahyani                | 11,0                         | Mourad El Mabrouk | 11,0           |
| Radhouane Slimane            | 8,0                          | Walt Lemon Jr.    | 7,0            |
| Mokhtar Ghayaza              | 8,0                          | Mahdi Sayeh       | 6,0            |
| Lassaad Chouaya              | 8,0                          | Aymen Trabelsi    | 6,0            |
| Jerome Randle                | 7,0                          | Jawhar Jaouadi    | 4,0            |
| Ahmed Addami                 | 3,0                          | Haythem Saada     | 2,0            |
| Ziyed Chennoufi              | 2,0                          | Fares Ochi        | 1,0            |
| Total                        | 60                           | Total             | 51             |

## Champion
- Union sportive monastirienne
  - Président : Ahmed Belli
  - Entraîneur : Walid Zrida
  - Joueurs : Houssem Mhamli, Amrou Bouallegue, Lassaad Chouaya, Oussama Marnaoui, Ziyed Chennoufi, Radhouane Slimane, Firas Lahyani, Ahmed Addami, Mokhtar Ghayaza, Jerome Randle, Ibrahima Thomas[5], Omar Braiek